# Narcyza Żmichowska
Narcyza Żmichowska (4. března 1819 Varšava – 24. prosince 1876 Varšava), známá také pod svým oblíbeným pseudonymem „Gabryella“, byla polská spisovatelka a básnířka.

## Život
Vychovali ji příbuzní. Studovala na škole Zuzanny Wilczyńské a poté na Institutu guvernérek ve Varšavě, kde byla její učitelkou Klementyna Hoffmanowa, rozená Tańska. Żmichowska však Hoffmanowou, která přednášela o ženské morálce, negativně hodnotila, kritizovala její pedagogický systém a vyučovací metody. V roce 1838 se stala vychovatelkou šlechtického rodu Zamojských Se Zamojskými odjela do Paříže, kde se znovu setkala se svým bratrem Erazmem, polským revolucionářem, vyhoštěným z ruské část Polska po proticarském listopadovém povstání rozdrceném carskou armádou. Politické a sociální názory jejího bratra ji výrazně ovlivnily. Za povzbuzení a vedení svého bratra začala důkladně studovat ve Francouzské národní knihovně v Paříži. Byla jednou z prvních žen, které se zúčastnily zasedání Francouzské akademie.
Pobyt ve Francii Żmichowskou zcela změnil. Začala veřejně vyjadřovat své radikalizované názory na ženy; byla považována za excentrickou, kouřila doutníky. Její dokonalá znalost francouzštiny umožnila Narcyze po návratu do okupovaného Polska snadno najít nové zaměstnání. Stala se vychovatelkou čtyř dětí Stanisława Kisieleckého na panství poblíž Lomže.
Často jezdila do Varšavy, kde se setkávala s dalšími intelektuály. Debutovala v literárním časopise Pierwiosnek (Prvosenka), který redigovala Paulina Krakowowa, a pravidelně psala pro další polské časopisy (pod ruskou cenzurou), včetně Pielgrzym (editovala Eleonora Ziemięcka) a Przegląd Naukowy, kde publikovaly i další ženy. Żmichowska založila ve Varšavě skupinu feministek, která se v letech 1842–1849 zúčastnila proticarských aktivit. V Lublinu byla zatčena a v roce 1849 byla odsouzena ke třem letům vězení za členství v nelegální organizaci Związek Narodu Polskiego.
Po mnoho let udržovala intimní a osobní korespondenci se svou studentkou Wandou Żeleńskou a Bibiannou Moraczewskou.
Aktivity Żmichowské upozornily na roli a důležitost vzdělávání žen.

## Dílo
- Poganka (powieść romantyczna; I wydanie 1846)
- Książka pamiątek (powieść na styku romantyzmu z pozytywizmem; 1847-48 [rozdz. I-XII] i 1885 [rozdz. XIII-XIV], I wyd. książkowe 1861)
- Dwoiste życie
- Czy to powieść?
- Ścieżki przez życie
- Biała róża (powieść)
- Wolne chwile Gabryelli tom 1
- Wykład nauk przeznaczonych do pomocy w domowym wychowaniu panien
- Pewność (wiersz)
- Prządki. Powieść ze wspomnień dziecinnego wieku
- O Pawle Edmundzie Strzeleckim